# Partenza ore 7
Partenza ore 7 è un film del 1946 diretto da Mario Mattoli.

## Trama
La giovane Chiaretta si è unita, contro la volontà della sua famiglia, ad una compagnia teatrale di rivista nella speranza di poter cantare sul palcoscenico. Il suo fidanzato Filippo la insegue cercando di farle cambiare idea e di riportarla a casa.
La partenza in tournée per Novara consente a Chiaretta di mettere in mostra le sue doti canore, ma un complotto ordito dal suo fidanzato fa in modo che l'esibizione venga sonoramente fischiata dal pubblico. A questo punto Filippo riesce a riportare Chiaretta dai suoi genitori.
I componenti della compagnia teatrale, di nuovo in viaggio in torpedone, vengono assaliti da un gruppo di briganti e spogliati di tutto, compresi i vestiti che indossano. Dopo aver chiesto ospitalità proprio nella casa di campagna della famiglia di Chiaretta, una volta riconosciuti, ne vengono subito allontanati e con loro riparte anche lei.
Giunti a Torino, Carlo Campanini chiede che Lucy D'Orsay, la vedette della compagnia, venga sostituita da Chiaretta, ma visto il rifiuto dell'impresario decide di non esibirsi. L'impresario si mette in cerca di un suo sosia per lo spettacolo e lo trova nello stesso Campanini, che si spaccia per il sosia di se stesso.
Volutamente Campanini rovina l'esibizione di Lucy D'Orsay e, per calmare gli schiamazzi del pubblico, costringe l'impresario a mandare in scena Chiaretta per cantare. Stavolta la bravura della giovane viene apprezzata e il successo riportato sui giornali, le porta anche un nuovo fidanzato.

## Produzione
La pellicola venne girata a Torino negli stabilimenti F.E.R.T.. È il film d'esordio di Raimondo Vianello. 

## Altri tecnici
- Aiuto regista: Leo Catozzo
- Tecnico del suono: Eraldo Giordani

## Incassi
Il film incassò 99.000.000 di lire dell'epoca, risultando il secondo maggiore incasso della stagione cinematografica 1945-1946, preceduto solamente da Roma città aperta di Roberto Rossellini.